# Mario Rossi (architetto)
Mario Rossi (Roma, 1897 – Cairo, 1961) è stato un architetto italiano.

## Biografia
Rossi nasce a Roma e studia architettura all'Accademia di Belle Arti di Roma, presso la quale si diploma nel 1917. Si trasferisce in Egitto nel 1921 come assistente decoratore, invitato da Ernesto Verrucci-Bey che fu capo architetto di re Fu'ad I d'Egitto, responsabile dei miglioramenti al Palazzo 'Abidin. Ha poi lavorato per il successore di Verrucci, Moustafa Fahmy, e con Antonio Lasciac su progetti che includevano interior design, ville, condomini e mausolei per una clientela facoltosa.
Nel 1929, pur essendo cattolico, vinse il concorso per diventare il Capo Architetto dell'Amministrazione Waqf . In questa veste progettò numerose moschee ed edifici religiosi tra il 1929 e il 1941, soprattutto ad Alessandria d'Egitto. Lavorò anche al restauro di monumenti più antichi, tra cui la Moschea di Muhammad Ali e la Moschea di al-Rifa'i al Cairo.
Come migliaia di altri egiziani italiani fu licenziato ed espropriato durante la seconda guerra mondiale su iniziativa delle autorità britanniche, e fu internato tra il 1941 e il 1944 a Camp Fayed nella zona del Canale di Suez. Nel 1946 si convertì all'Islam, e in quel periodo lavorò nuovamente per l'amministrazione Waqf, come consulente esterno. Ha anche progettato il Centro Islamico di Washington. Dal 1954 al 1960 ha lavorato in Arabia Saudita alla decorazione della Al-Masjid al-Ḥarām al La Mecca.
Morì al Cairo nel 1961.

## Opere
L'architettura di Rossi si basava su un attento studio degli antichi edifici islamici in Egitto e oltre, in particolare quelli del periodo fatimide e mamelucco .

### Cairo
- Villa Tawfiq, Zamalek (con Ernesto Verrucci-Bey), ora Facoltà di Musica dell'Università di Helwan[6]
- Due ville per i figli di Ahmed Afifi Pasha , Giza , anni '20
- Condominio El Gabaleya, Zamalek
- Condominio Gaston Weiser, Garden City
- Villa Assem, Zamalek
- Chiesa votiva del Cimitero siro-cattolico' , Abbassia
- Villa Hassan Sabry , Zamalek
- Monumento ai Caduti della Prima Guerra Mondiale , Cimitero Latino, Abbassia
- Villa George Wissa, Città Giardino , anni '30
- Moschea Al-Tabbakh , vicino alla stazione della metropolitana Mohamed Naguib , 1929-1933
- Moschea Umar Makram in piazza Tahrir , 1948-1954
- Moschea Zamalek , Zamalek, 1953-1955

### Egitto
- Moschea Abu al-Abbas al-Mursi , Alessandria (con Eugenio Valzania), 1929–45
- Centro islamico, Asyut, 1930
- Moschea Fouly , Minya, 1945–46
- Moschea Abderrahim al-Qenawi , Qena , 1949
- Moschea di Al-Qaed Ibrahim , Mahatet El Raml , Alessandria , 1948–51
- Moschea Muhammad Kurayyim vicino al Palazzo Ras El Tin , Alessandria , 1949–53

### Fuori dall'Egitto
- Centro islamico di Washington , Washington DC , 1949–57

## Influenza
Rossi ha influenzato una generazione più giovane di architetti egiziani, come Ali Thabit e Ali Khayrat che hanno progettato la Moschea Salah al-Din a El Manial , Il Cairo (1959).
La sua Moschea Abu al-Abbas al-Mursi ad Alessandria è stata una fonte di ispirazione fondamentale per la Moschea dello Sceicco Zayed ad Abu Dhabi , progettata dall'architetto Yusef Abdelki e costruita tra il 1996 e il 2007.